# Drogt
Drogt is een buurtschap in de gemeente De Wolden, provincie Drenthe (Nederland). De buurtschap is gelegen tussen Fort en Schottershuizen. Drogt wordt voor het eerst vermeld in 1316. De naam komt terug in Drogteropslagen, een veenontginning op de markegronden van Drogt.